# Dactylocalyx pumiceus
Dactylocalyx pumiceus är en svampdjursart som beskrevs av Samuel Stutchbury 1841. Dactylocalyx pumiceus ingår i släktet Dactylocalyx och familjen Dactylocalycidae.
Artens utbredningsområde är Barbados. Inga underarter finns listade i Catalogue of Life.